# Fissidens micronesicus
Fissidens micronesicus là một loài Rêu trong họ Fissidentaceae. Loài này được H. Whittier mô tả khoa học đầu tiên năm 1963.